# Selepa transvalica
Selepa transvalica är en fjärilsart som beskrevs av George Francis Hampson 1912. Selepa transvalica ingår i släktet Selepa och familjen trågspinnare. Inga underarter finns listade i Catalogue of Life.